# Смит, Джордж (блюзмен)
Джордж «Гармоника» Смит (англ. George «Harmonica» Smith), настоящее имя Аллен Джордж Смит (англ. Allen George Smith; 22 апреля 1924, Хелена, Арканзас, США — 2 октября 1983, Лос-Анджелес, Калифорния, США), также известен как Литтл Джордж Смит, Гармоника Кинг, Литтл Уолтер Джуниор, Джордж Аллен — американский блюзовый харпер и певец. Номинант Blues Music Awards в номинациях «Перевыпущенный альбом» (1999), «Исторический блюзовый альбом» (2012). Член Зала славы блюза (2020/2021). 

## Биография
Джордж Смит родился в Хелене, но вырос в Кэйро, Иллинойс. Его мать учила играть Джорджа на гармонике с его четырёхлетнего возраста. В раннем подростковом возрасте в конце 1930-х ушёл из дома, и начал скитаться Югу США, играл на губной гармошке на улицах. Затем он выступал в кантри-группе с Эрли Вудсом и Кертисом Гулдом, а также с госпел-группой из Миссисипи Jackson Jubilee Singers.  В 1941 году Смит переехал в Рок-Айленд, Иллинойс, и присоединился к группе, возглавляемой барабанщиком Фрэнсисом Клэем. Вскоре он вернулся в Миссисипи в Итта-Бину, работал киномехаником. В это же время он играл в театре Дикси, где одним из первых харперов начал использовать усилитель, вытащив его с динамиком из старого 16-миллиметрового кинопроектора.
В 1951 году Смит переехал в Чикаго и начал профессиональную карьеру. С 1954 года  работал с Отисом Рашем, а затем гастролировал с Мадди Уотерсом. Потом он получил постоянную работу в Orchid Room в Канзас-Сити, где в начале 1955 года Джо Бихари из Modern Records услышал Смита и подписал с ним контракт. В середине 1950-х он записал несколько имевших успех сольных синглов для лейбла RPM/Modern под именем Little George Smith. В 1955 году Смит отправился в турне с Литтл Вилли Джоном и Чемпионом Джеком Дюпри, записав с последним несколько песен во время пребывания в Цинциннати. Тур закончился в том же году в Лос-Анджелесе, где Смит и осел. В конце 1950-х Смит записывал синглы под разными псевдонимами для лейблов J & M, Lapel, Melker и Caddy. В 1960 году он записал 10 синглов под псевдонимом Джордж Аллен для лейблов Sotoplay и Carolyn. В 1966 году Смит вновь работал с Мадди Уотерсом на его гастролях по Западному побережье, и записался с ним для лейбла Spivey. В 1968 году выпустил свой дебютный альбом, а в 1969 году записал альбом на Bluesway Records и стал домашним харпером этого лейбла, записавшись в том числе с Гармоникой Слимом и Ти-Боун Уокером. В то же время Смит познакомился с молодым харпером Родом Пьяццой и они создали группу Southside Blues Band, позже переименованную в Bacon Fat. В начале 1970-х начал работать с Big Mama Thornton и Эдди Тейлором записавшись на её концертном альбоме Jail в 1975 году. В 1977 году Смит познакомился с Уильямом Кларком, и они сотрудничали до смерти Смита. 
С конца 1960-х и в течение всех 1970-х годов регулярно записывался, выпуская альбомы как на американских, так и на европейских и японских лейблах, а также гастролировал как в США, так и Европе, где был особенно хорошо принят.  
Джордж Смит умер в 1983 году в Лос-Анджелесе в возрасте 59 лет от сердечной недостаточности. 
Уильям Кларк говорил про музыканта: «У него была техника игры на хроматической гармонике, при которой он играл две ноты одновременно, но с разницей в одну октаву. Так он получал звук, похожий на орган. Джордж действительно знал, как заставить свои ноты звучать, не играя слишком много и не торопясь, позволяя музыке легко раскрываться. Он также мог свинговать как сумасшедший и был первоклассным артистом».
«Он широко использовал октавы, чтобы получить звук духовой секции, и был мастером усиленных тоновых оттенков. Наряду с этим он также предпочитал играть сразу за битом, что придавало его музыке свинговое звучание, которое позже принесло ему титул отца свинга Западного побережья».
«Почти каждый важный исполнитель на губной гармошке на сцене сегодня — Род Пьяцца, Чарли Масселуайт, Пол диЛей, Марк Хаммел и покойный Уильям Кларк, если назвать лишь некоторых — называли Джорджа Смита главным новатором и влиятельным лицом [блюзовой губной гармоники]».

## Избранная дискография
- 1968: Blues with a Feeling: A Tribute to Little Walter (World Pacific Records)
- 1969: …Of The Blues (Bluesway Records)
- 1970: No Time For Jive (Blue Horizon Records)
- 1971: Arkansas Trap (Deram Records)
- 1976: Blowin' The Blues (P-Vine Special)
- 1978: Harmonica Blues King (Dobre Records)
- 1982: Boogie’n With George (Murray Brothers Records)
- 1983: Pick Your Choice (Shoe Label)
- 1993: Harmonica Ace (The Modern Masters) (Ace Records)
- 1998: Now You Can Talk About Me (Blind Pig Records)
- 2011: Teardrops Are Falling (Electro-Fi Records)
- 2024: Oopin’ California Blues (1954—1962) (Jasmine Records)